# Château d'Acquigny
Le château d'Acquigny est un édifice situé à Acquigny, en France.
Le château est partiellement protégé au titre des monuments historiques.

## Localisation
Le château est situé sur le territoire de la  commune d'Acquigny, dans le département de l'Eure, en Normandie.
Acquigny s’est développé au confluent de deux rivières : l’Eure, jadis navigable jusqu’à Chartres, et l’Iton, détourné de son cours naturel par un bras forcé construit au XIIe siècle par les moines de Conches-en-Ouche pour alimenter des moulins. Ce bras alimentait aussi les douves du château et protégeait le prieuré Saint-Mauxe et le village médiéval situé derrière le château actuel.
Le site bénéficie d’un paysage qui a profondément changé depuis la fin du XIXe siècle. Les vergers de cerisiers et d’alisiers, les vignes et les pâturages à moutons des hautes collines qui bordent l’Eure et protègent le parc des vents du nord et de l’est ont cédé la place aux buissons et aux arbres qui imprègnent le paysage d’un grand romantisme.

## Historique

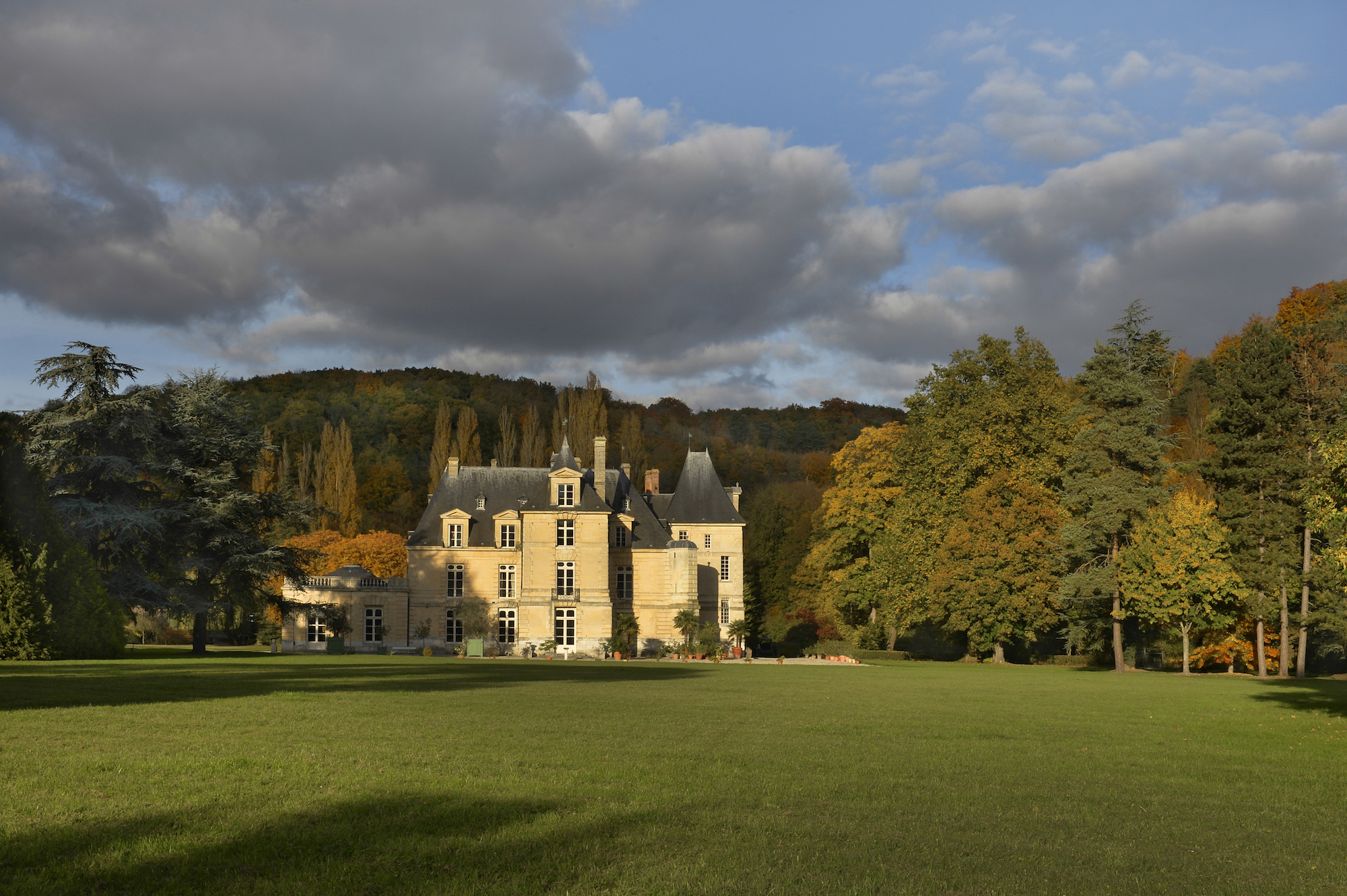
Façade sud.

Depuis le haut Moyen Âge, le site fut fortifié pour contrôler la navigation sur l'Eure. Le château est l'enjeu des guerres franco-normandes puis franco-anglaises pendant la guerre de Cent Ans.

### Guerre de Cent Ans
Dès 1356, après l'emprisonnement de Charles II de Navarre, le duc de Lancastre, envoyé par le roi d'Angleterre au secours de Philippe de Navarre, frère de Charles, vint le joindre à Évreux où se trouvèrent douze cents lances, seize mille archers et deux mille hommes armés de brigandines, « si se départirent », raconte Jean Froissart, 

« ces gens d'armes d'Évreux en grand-ordonnance et bon arroi, bannières et pennons déployées, et chevauchèrent devers Vernon. Si passèrent à Acquegni et puis à Passy, et commencèrent à piller à rober et à ardoir tout le pays devant eux et à faire le plus grand exil et la plus forte guerre du monde. »

- Possessions de Charles de Navarre
- Territoires contrôlés par Édouard III avant le traité de Brétigny
- Le premier traité de Londres cède l'Aquitaine des Plantagenêts aux Anglais et règle la guerre de Succession de Bretagne par une alliance du duché avec l'Angleterre
- Le deuxième traité de Londres comprend en plus la Normandie et le Maine
- Chevauchée d'Édouard III en 1359-60
- Territoires cédés par la France à l'Angleterre par le traité de Brétigny (suit le tracé du premier traité de Londres)

Royaume de France entre 1356 et 1363 : Jacqueries et Compagnies
Possessions de Charles de Navarre
Territoires contrôlés par Édouard III avant le traité de Brétigny
Le premier traité de Londres cède l'Aquitaine des Plantagenêts aux Anglais et règle la guerre de Succession de Bretagne par une alliance du duché avec l'Angleterre
Le deuxième traité de Londres comprend en plus la Normandie et le Maine
Territoires cédés par la France à l'Angleterre par le traité de Brétigny (suit le tracé du premier traité de Londres).

Le château d'Acquigny fut pris à cette occasion par le parti navarrais ou était déjà en sa possession. Toujours est-il qu'après la bataille de Cocherel, le 16 mai 1364, il servit de refuge à une partie des vaincus et fut une des places fortes d'où les Navarrais inquiétèrent le roi de France. Charles V chargea son frère le duc de Bourgogne de réunir à Chartres une armée qui s'y sépara en trois corps. Le premier, sous la conduite de Bertrand Du Guesclin, marcha vers Cherbourg. Le second, sous la conduite de Jean Bureau de la Rivière, favori du roi, vint mettre le siège devant Acquigny, tandis que le gros de l'armée attaquait Marcouville. Jean de la Rivière avait en son corps, nous dit Froissart, deux mille combattants : 

« Dedans le châtel d'Aquesny avoit Anglois et Normands et Navarrois, qui là étoient retraits puis la bataille de Coucherel ; et se tinrent et défendirent le chatel moult bien ; et ne les pouvoit-on pas avoir a son aise, car ils étoient bien pourvus d artillerie et de vivres, pourquoi ils se tinrent plus longuement. Toutefois finablement ils furent si menés et si appressés qu'ils se rendirent, sauves leur vie et leurs biens et se partirent et se retrairent dedans Chierebourc. Si prit messire Jean de la Rivière la saisine du dit château d'Aquegny et le rafraîchit de nouvelles gens ; et puis se délogea et tout son ost et se trairent par devant la ville et la cité d'Évreux. »

Ce récit montre assez quelles étaient, au XIVe siècle, la force et l'importance du château d'Acquigny. Il était situé au même endroit que le château actuel. Ses fortes murailles étaient entourées de larges fossés dans lesquels coulait la rivière d'Eure, au rapport d'un autre historien du même siège.
Le château d'Acquigny fut sans doute rendu à Charles II de Navarre par le traité du 6 mars 1365, dont l'article 6 porte : que le roi de France rendra tous les châteaux pris sur le roi de Navarre ou son frère, excepté ceux de Mantes et de Meulan. Mais il dut être rasé en 1378, puisque Charles V fit alors détruire en Normandie les fortifications de tous les châteaux qui tenaient pour le roi de Navarre, excepté Cherbourg dont les Français ne purent s'emparer. Aussi dans les lettres de rémission accordées l'année suivante aux partisans du roi de Navarre, on en trouve une pour Jehan Ricart, l'un des compagnons d'Arnoton de Milan, capitaine d'Acquigny.
Lorsque les Anglais furent contraints de quitter la Normandie en 1450, Anne de Laval reprit possession de sa baronnie d'Acquigny. Elle en fit hommage au roi en 1451, et en rendit aveu par lettres datées de Vitré le 4 juin 1455. Les deux baronnies d'Acquigny et de Crèvecœur étaient dès lors réunies en une seule, dont le chef-lieu était Acquigny. L'aveu mentionne les deux châteaux comme ruinés depuis longtemps par la guerre et déclare perdus la plupart des titres de propriété.
L'abbaye de Conches conservait les reliques de saint Maximin, évêque, et de saint Vénérand. Le comte de Laval était possesseur du château et de la terre d'Acquigny. Jean, abbé de Conches, lui avait fait don d'une notable portion de la partie antérieure du chef de saint Vénérand, qu'il conservait dans son château d'Acquigny. La remise en avait été faite le 15 mai 1480, et les reliques seront conservées dans l'église Saint-Vénérand de Laval.

### Château actuel

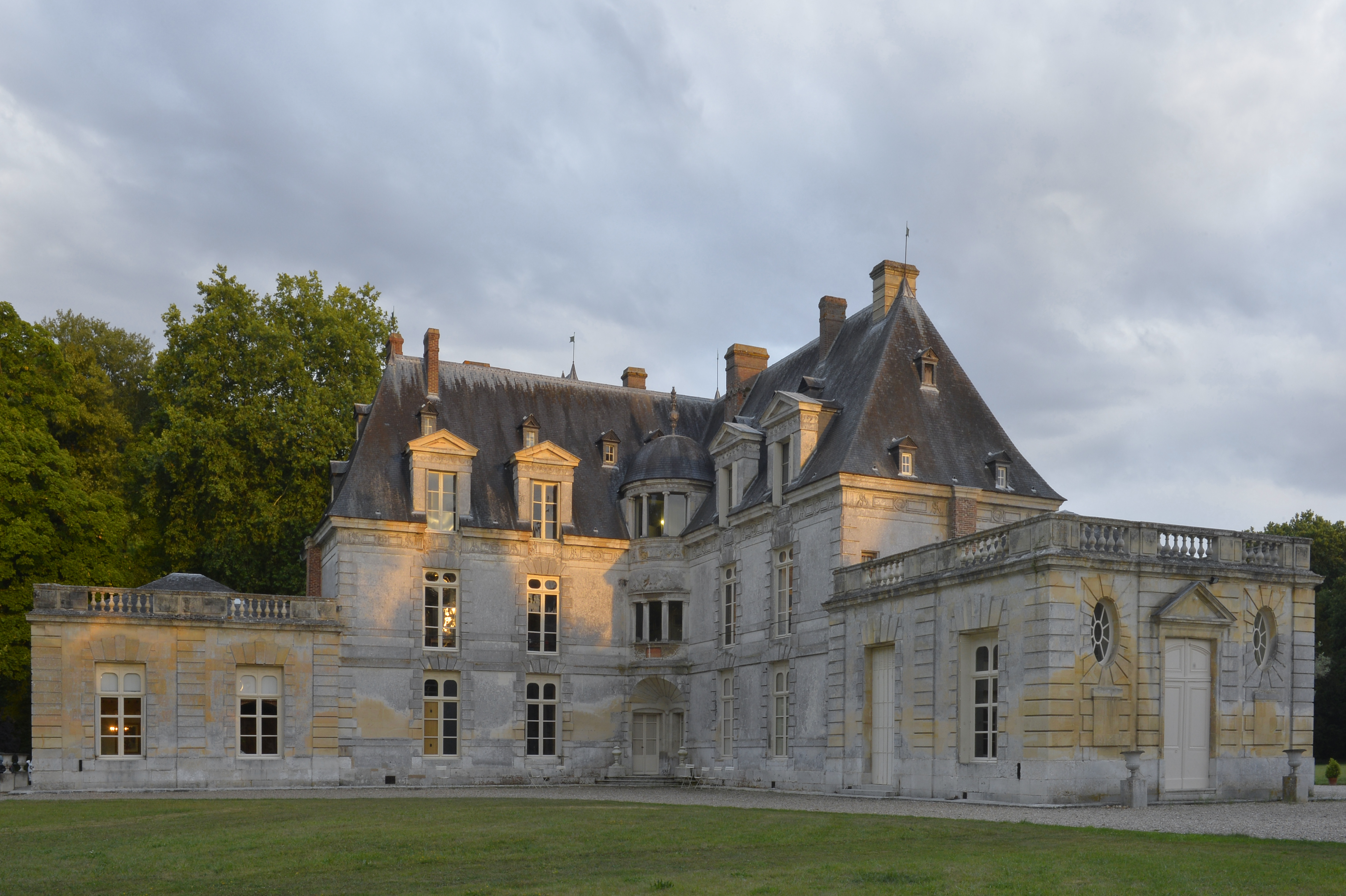
Le château, témoin d'un amour éternel.

Le château actuel fut construit par Anne de Laval, cousine du roi et première dame d’honneur de Catherine de Médicis, héritière des Montmorency qui possédaient la terre depuis le XIIIe siècle, peu après son mariage, en 1539, et l'acheva après la mort de son époux Louis de Silly, en 1557.
Anne de Laval voulut que l'architecte s’inspirât de l'amour éternel qu'elle portait à son mari et construisît sa demeure en utilisant leurs quatre initiales entrelacées A.L.L.S. C’est l’origine d’un plan complexe et d’une construction originale d’une rare élégance, centrée sur une tourelle d’angle à loggias superposées reposant sur une trompe en forme de coquille Saint-Jacques. Cette façade d’honneur est revêtue de nombreux éléments décoratifs qui célèbrent cet amour exceptionnel et la gloire de sa famille.

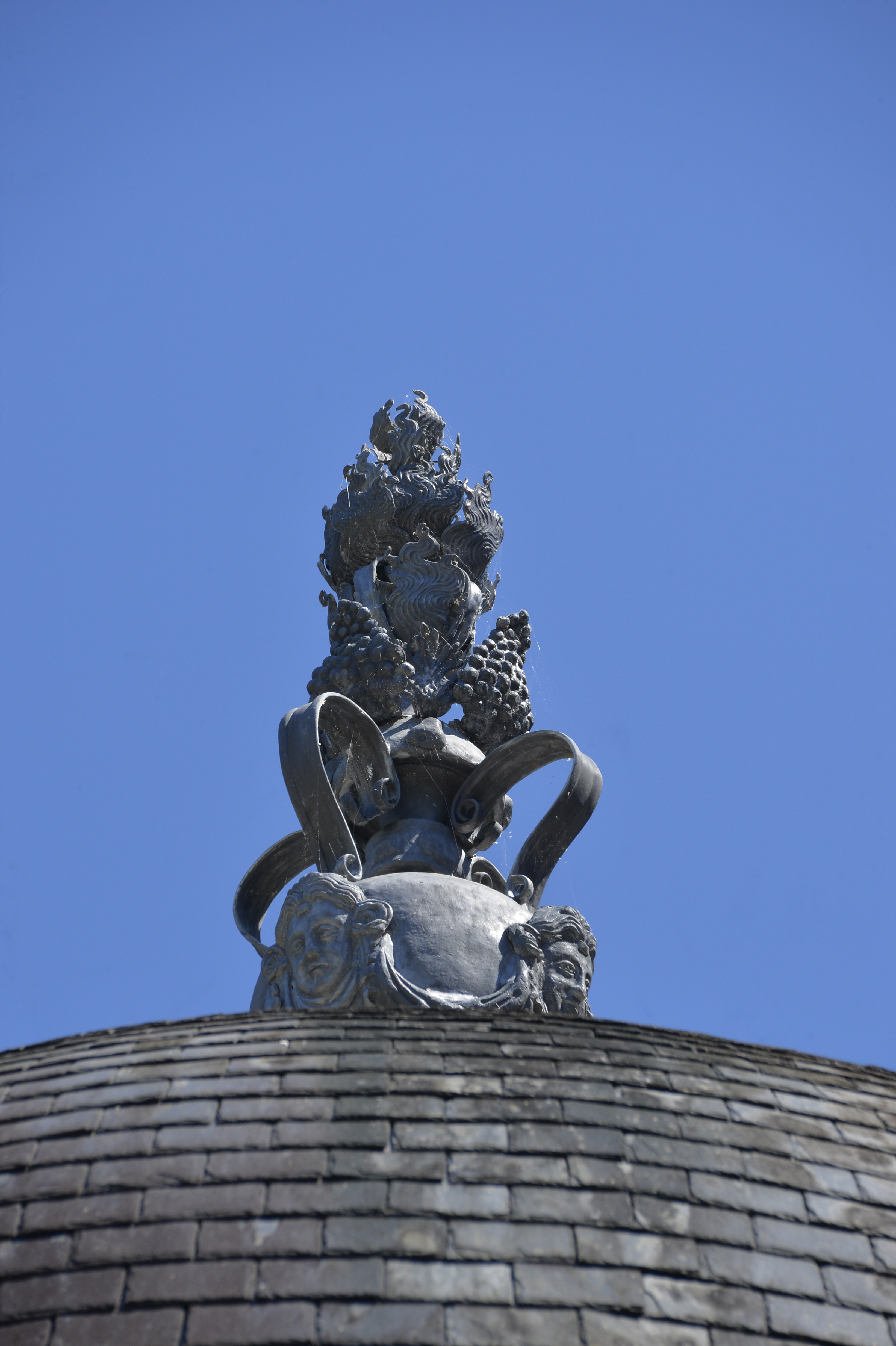
Élément de décoration du château d'Acquigny.

L'aveu de 1584 déclare que le château est « maintenant rebasty et de nouveau construit ». L'abbé Nicolas Piedevant, dans la Métamorphose de nymphes des bois d’Acquigny en truites saumonées, strophe XI, a écrit :
Dans le grand pourpris de ce val,
La comtesse Anne de Laval
Bastit son chasteau de plaisance.
Le château est acheté le 12 octobre 1656 par Claude Le Roux de Cambremont, seigneur de Becdal, de Cambremont et du Mesnil-Jourdain, et conseiller au Parlement de Normandie. Il avait épousé le 12 août 1644 Madeleine de Tournebu, petite-fille de Nicolas de Dreux, prince de sang royal, et héritière de la baronnie d’Esneval et vidame de Normandie.
Vers 1760, Pierre-Robert Le Roux, baron d'Esneval, connu sous le nom de « Président d’Acquigny », fit agrandir le château de trois ailes basses à balustres. Le même architecte, Charles Thibault, reconstruisit la chapelle Saint-Mauxe ainsi que les écuries et remises. Il édifia aussi une orangerie, l’église et « le petit château » attenant destiné à être un ermitage.

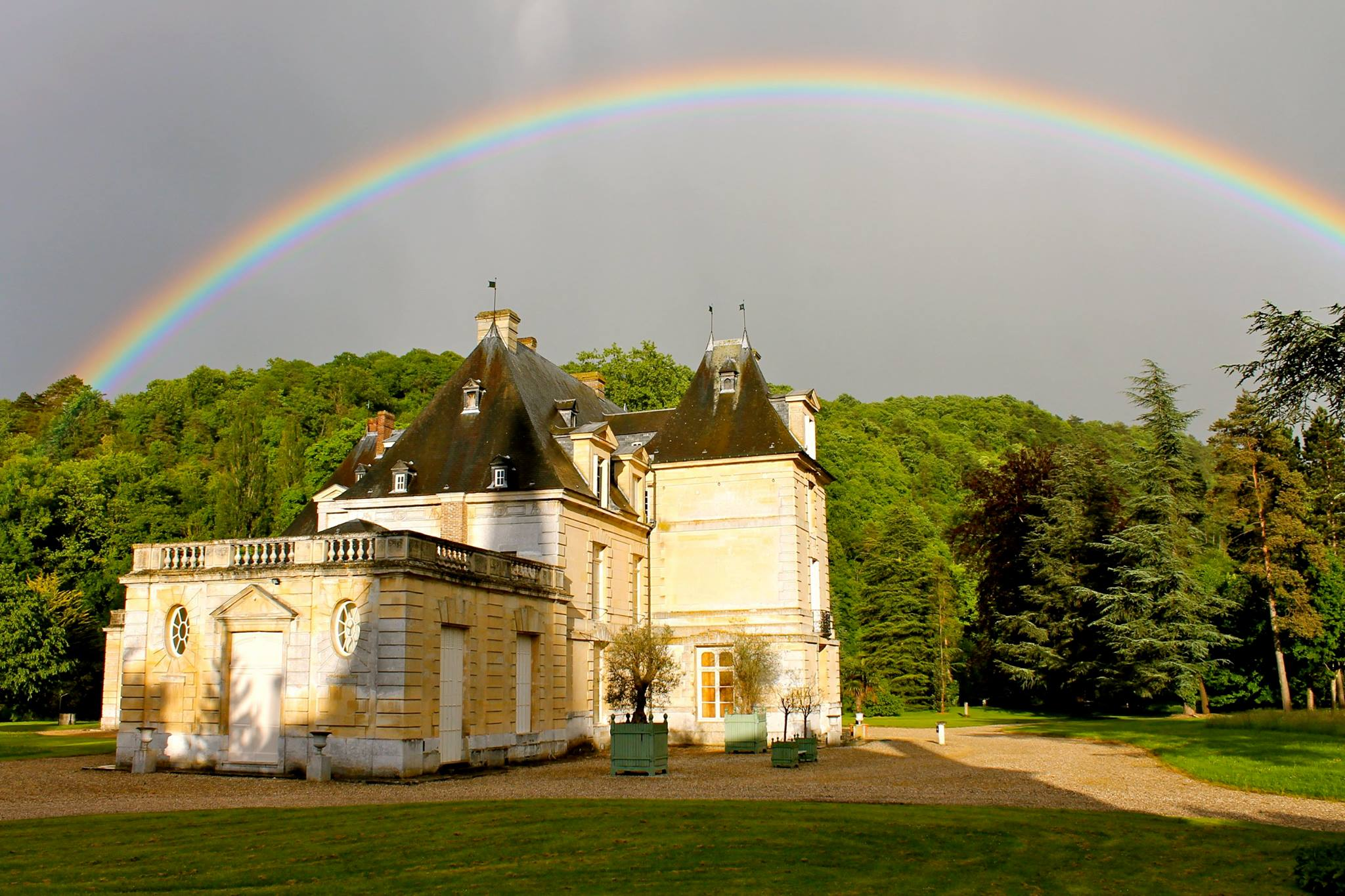

Dans le grand mouvement de restauration monumentale du XIXe siècle, Zénaïde d'Esneval, comtesse du Manoir, chargea Félix Duban d'aménager vers 1830 l'intérieur du château afin de le mettre au goût du jour. La totalité du décor Renaissance fut démontée. Des pilastres du premier quart du XVIe siècle avec des décors sculptés d'atelier franco-italien composés d'une ornementation de candélabres, vases, feuilles, guirlandes, oiseaux, dragons, lézards sont exposés au musée des beaux-arts de Lyon. La cheminée et les boiseries Renaissance de la chambre d'Anne de Laval se trouvent à Waddesdon Manor au nord de Londres, ancien château des Rothschild légué au National Trust.
La Seconde Guerre mondiale terminée, le château fut libéré à Noël 1945. Roger d'Esneval entreprit aussitôt des travaux d'urgence et de restauration tels que la réfection des allées transformées en bourbier et la mise hors d'eau du château. Il put s'installer dans des conditions sommaires avec sa famille dans quelques pièces du château au mois de juin 1947.
En 1983, Bertrand d'Esneval, fils aîné de Roger, prend la gestion du domaine. Dès le début des années 1990, de grands travaux de restauration en vue de l'ouverture au public furent engagés. Cette ouverture intervint très progressivement de 1989 à 2002. De quelques journées par an, le parc et les jardins sont aujourd'hui ouverts plus de 110 jours au public et tous les jours pour les groupes afin de faire partager aux visiteurs l'émotion et la beauté qui se dégagent de ce rare et bel ensemble.

## Petit château

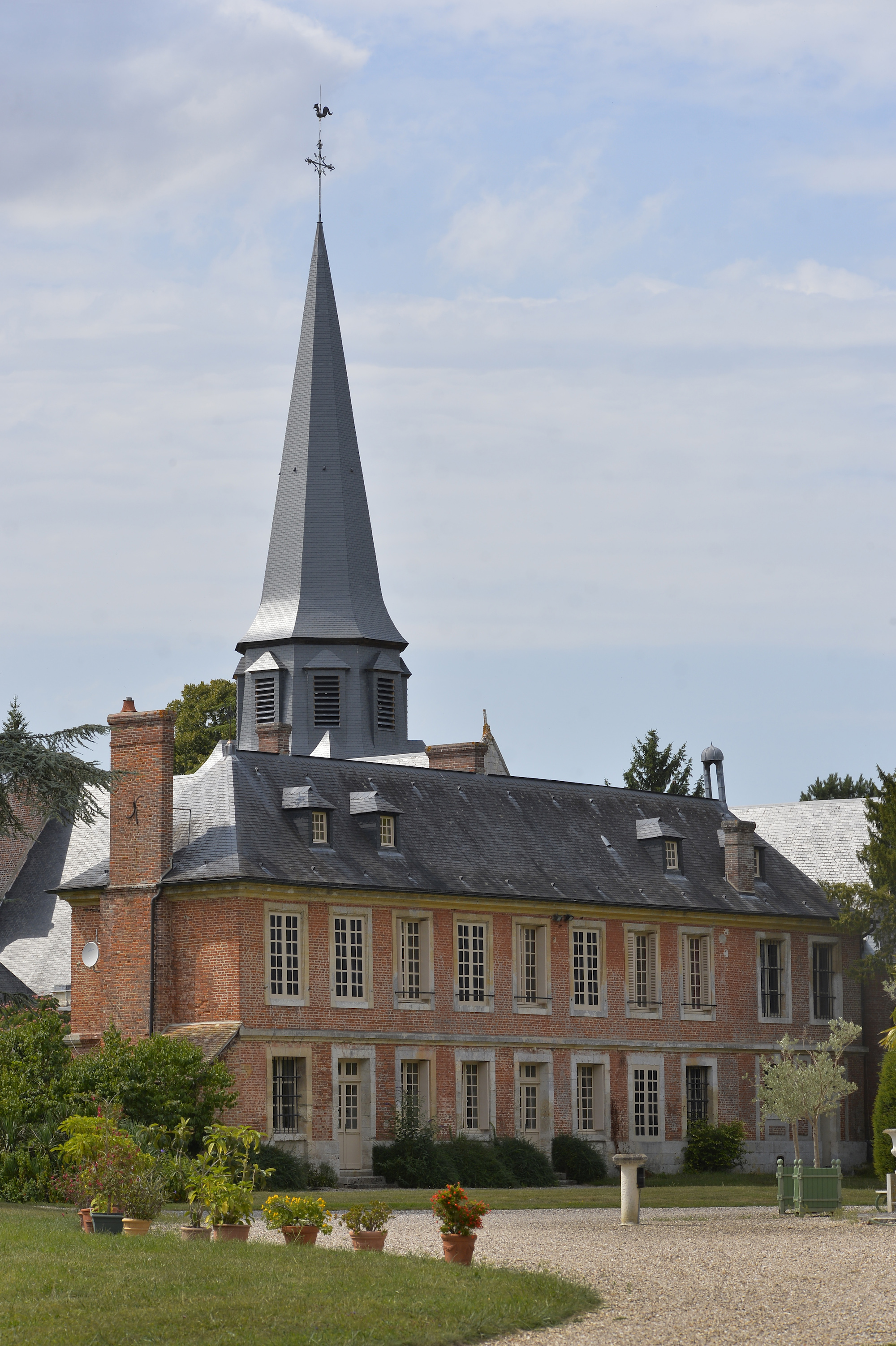
Ermitage du château d'Acquigny.

Le président d'Acquigny, homme de grande piété, après avoir reconstruit l'église, désira terminer sa vie en ermite, vivant selon la règle de la stricte observance de la Grande Trappe. De l'extrémité de ce pavillon, il pouvait assister aux offices célébrés dans l'église.
L'architecture de cette construction est sobre, mais harmonieuse. Le jeu des couleurs — ardoise bleue, brique rose, pierre blanche — et la symétrie jouent un rôle essentiel dans la beauté et l'équilibre qui se dégagent de ce monument.

## Parc

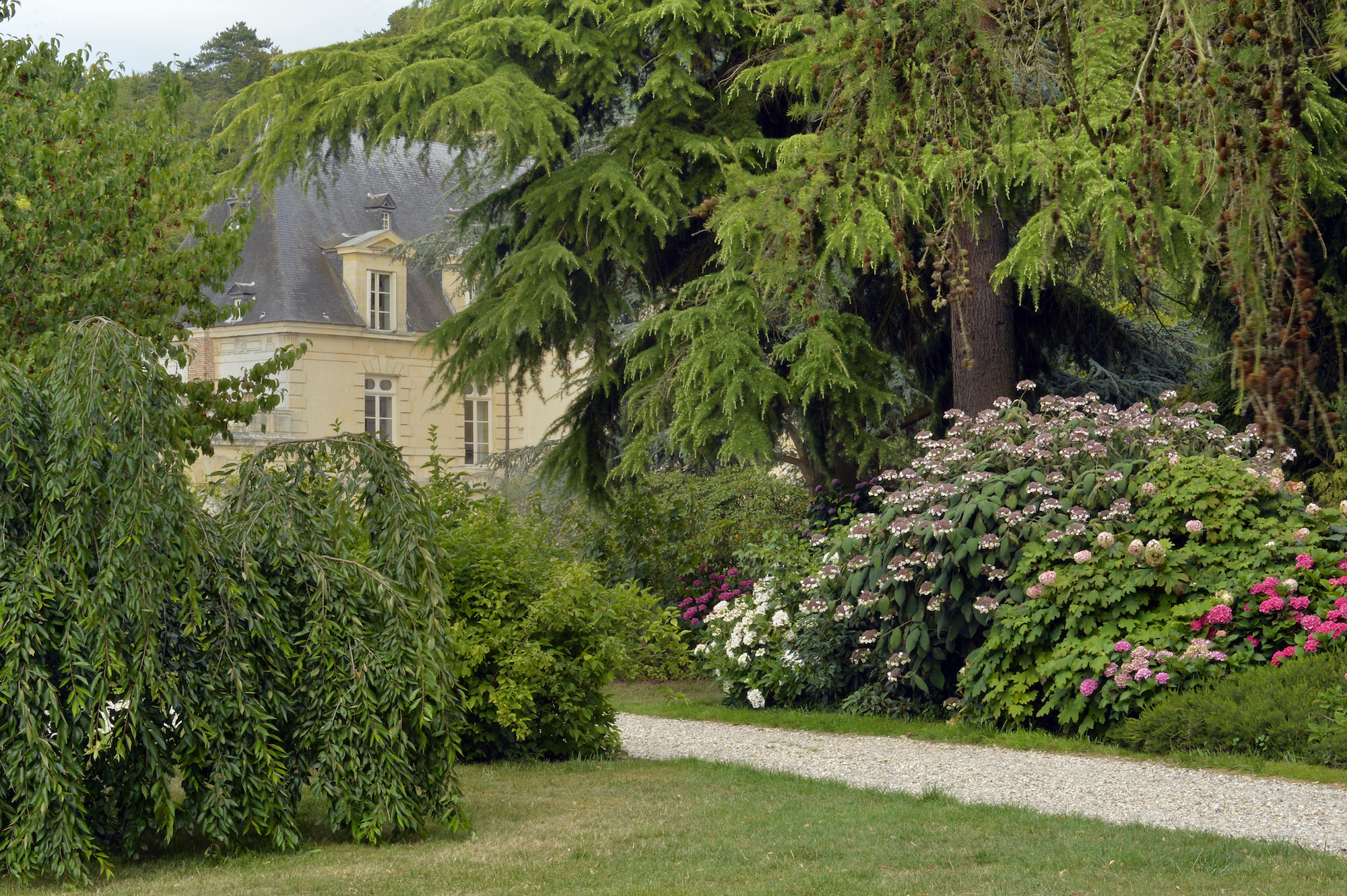

Du vaste parc du XVIIIe siècle au dessin régulier, il subsiste, autour du jardin potager, le tracé général des plans d’eau perpendiculaires, mais les alignements d’arbres et les parterres symétriques ont disparu. Toutefois, de magnifiques tilleuls ou de puissants marronniers qui se sont affranchis de leur forme géométrique embellissent le bois. Deux éléments majeurs, le potager et l’orangerie, ont retrouvé une partie de leur splendeur passée.

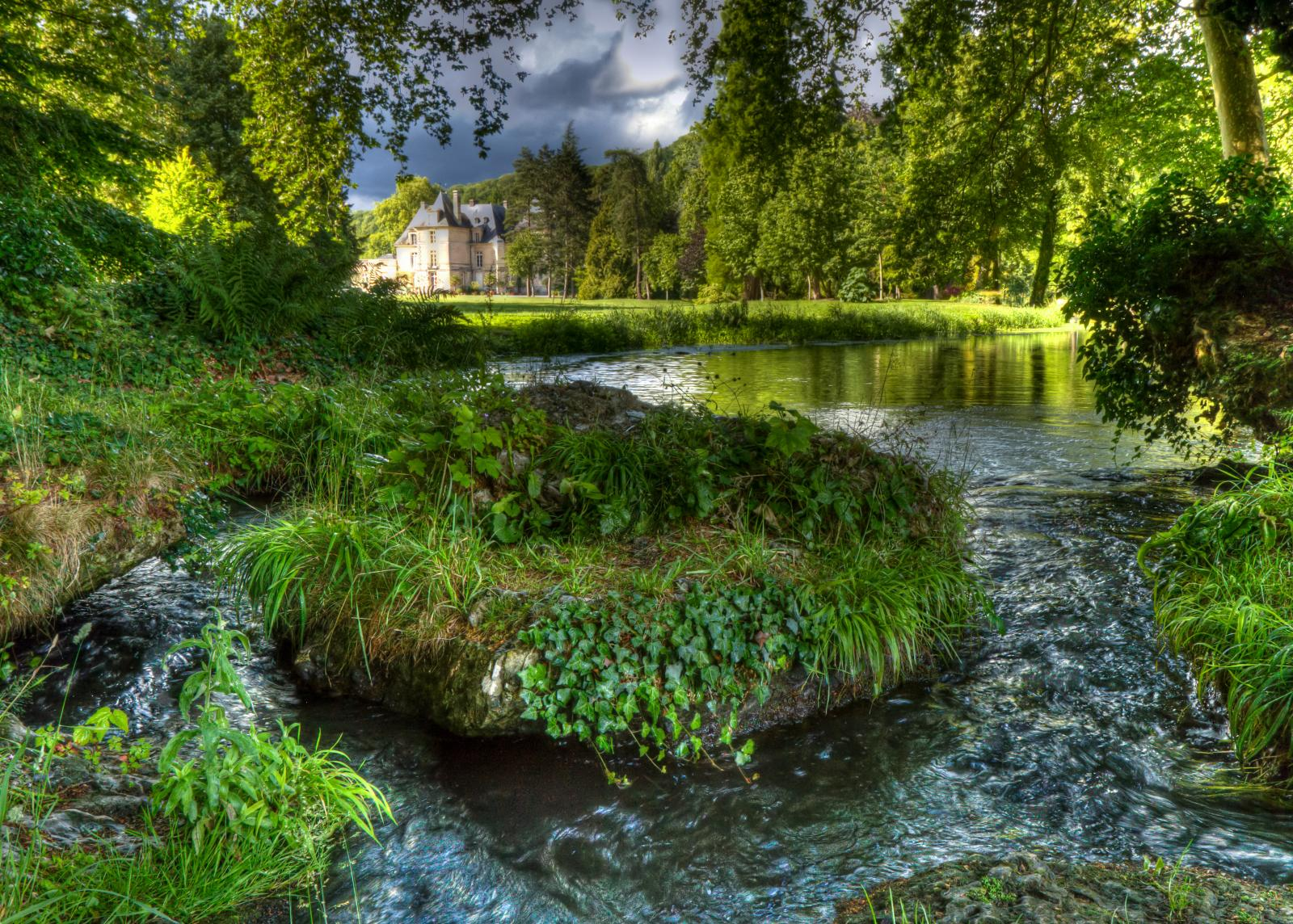

Au début du XIXe siècle, le réseau de canaux rectilignes a été complété par une rivière au parcours sinueux traversée par un pont romantique et un chemin de roches inspiré d’un thème cher à Jean-Jacques Rousseau dans Les Rêveries du promeneur solitaire. Cette rivière comprend aussi des bassins où se reflètent les grands arbres et le château, de part et d’autre des cascatelles ou de la grande cascade. Au cours de cette promenade apparaît la silhouette de la chapelle Saint-Mauxe, une tour du XIVe siècle protégeant désormais le Christ de l’ancien cloître du prieuré ou une chaumière du XVIIIe siècle avec ses iris et ses sédums sur le faîtage.

## Jardin potager duXVIIIesiècle

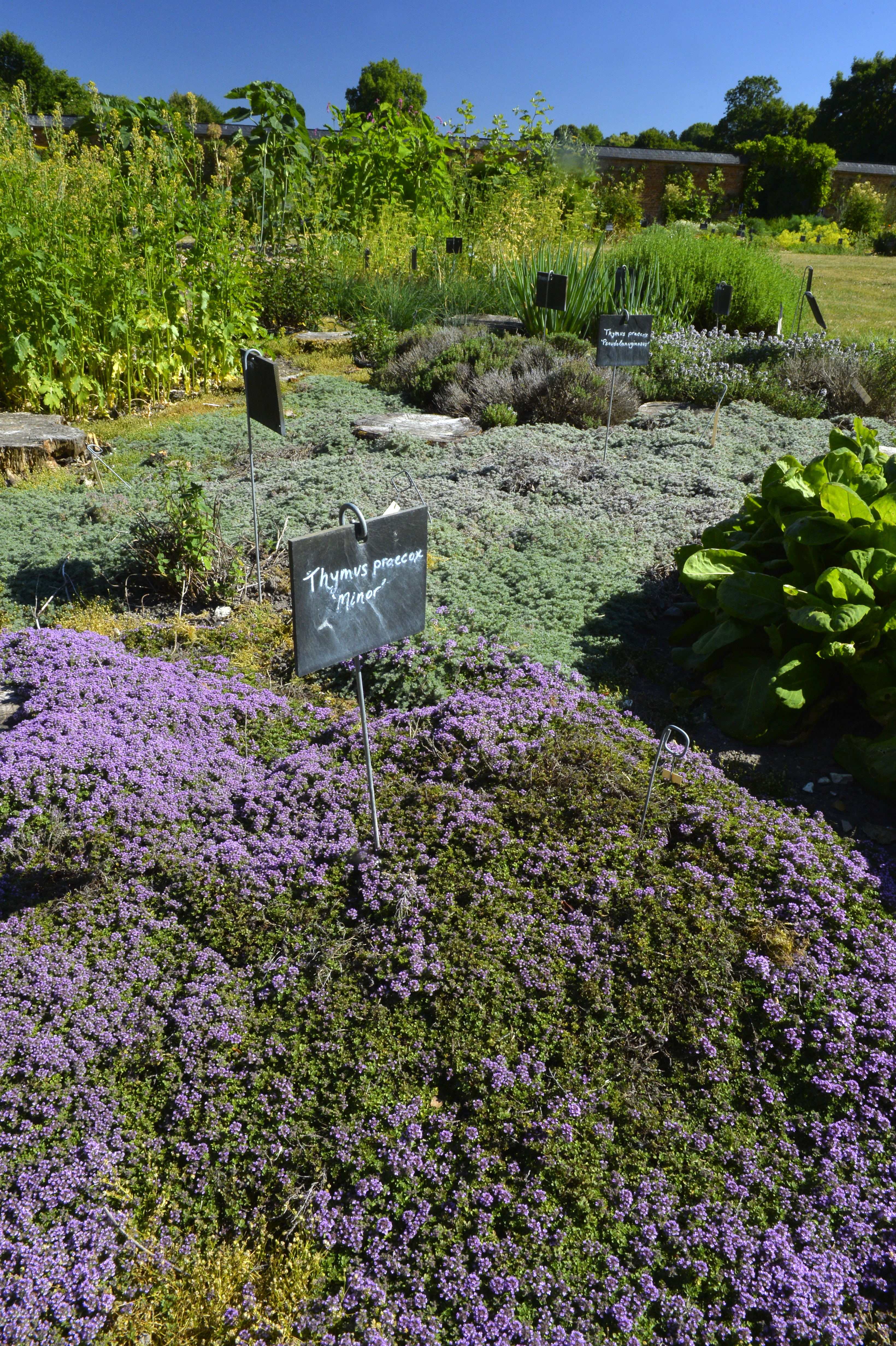
Le jardin médicinal du potager.

Situé à l'extrémité du parc actuel, le jardin potager est entouré de hauts murs de briques roses cuites sur le domaine et de canaux propices à la culture en pleine terre de pêchers, figuiers, goyaviers du Brésil… Ces murs coiffés d'une charpente supportant un toit d'ardoises sont palissés de poiriers imposants avec leurs 15 ou 20 branches — dont un spécimen rare possède trente-deux branches et mesure 1,06 mètre de circonférence, arbre remarquable de France. Sa restauration a commencé par les murs, les toitures, les canaux et des plantations. Les berges de ces canaux sont agrémentées de deux embarcadères.
Le potager comprend des haies de petits fruits, des plates-bandes de fleurs et légumes — vingt variétés de tomates —, une collection de cucurbitacées comestibles ou non allant de la citrouille géante atlantique aux concombres sauteurs ou concombres d'ânes, un jardin de plantes condimentaires parsemé de rondelles de séquoia pour en faciliter l'entretien et un jardin de plantes médicinales, qui sont classées selon leurs utilisations anciennes : stress et insomnie, dermatologie, cœur, sang, reins…

## Orangerie

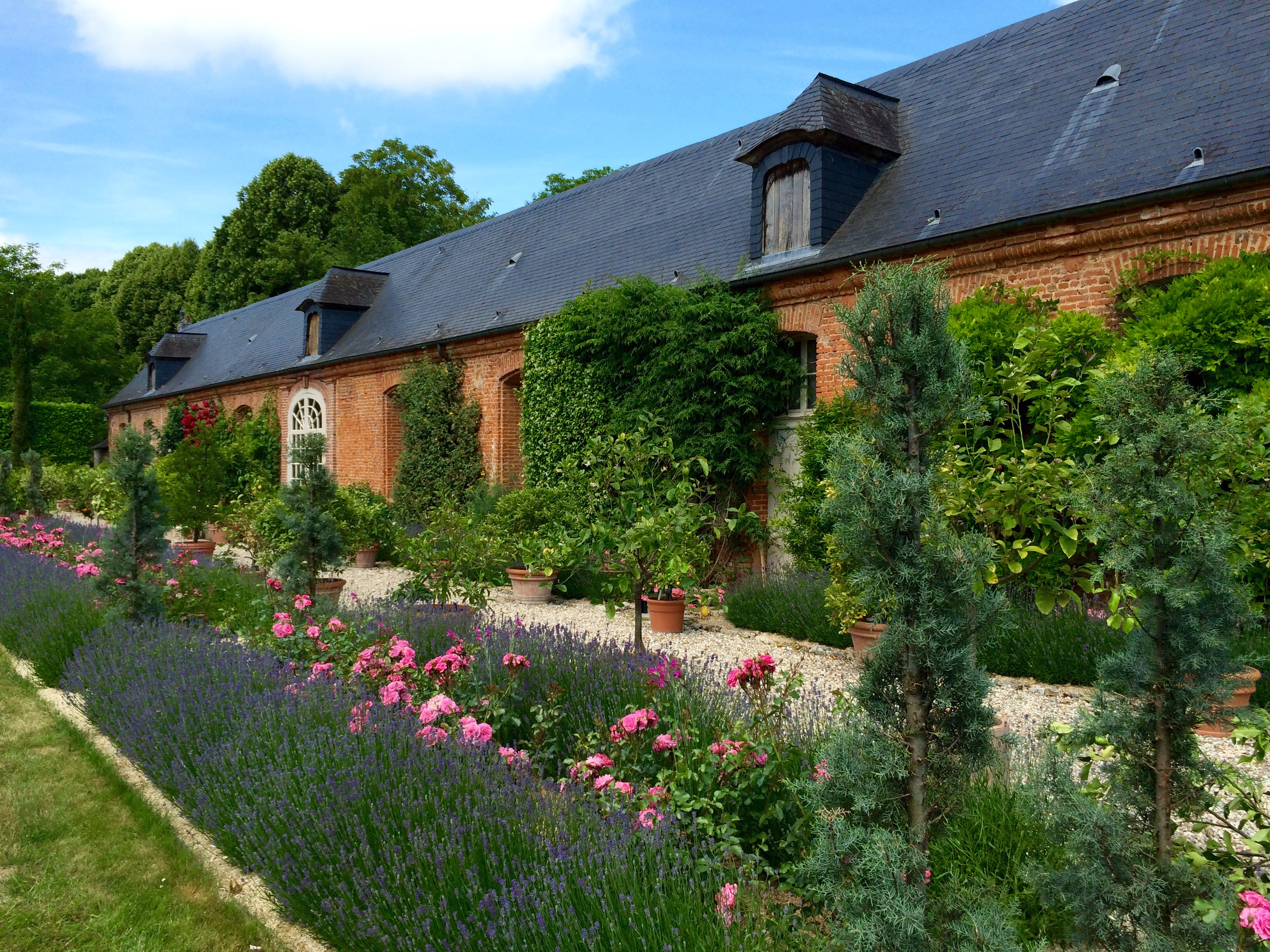
L'orangerie.

Conçue pour le président d'Acquigny vers 1746 par Charles Thibault, l'orangerie abrite depuis sa restauration[Quand ?] une collection d'agrumes, des palmiers et des plantes méditerranéennes. Elle sert aussi de salle d'exposition, de concert et de réception. Ses briques roses, le gris bleu des lavandes, les sculptures bleues des cyprès de l'Arizona taillés à l'italienne forment un décor de choix pour les agrumes en pot disposés aux beaux jours en allée devant l'orangerie.
Des végétaux méditerranéens ou de régions chaudes sont plantés le long de la façade : jasmin officinal, grenadier, passiflore, fremontodendron aux fleurs jaunes, jasminoïdes au feuillage persistant, vignes…

## Parc paysager

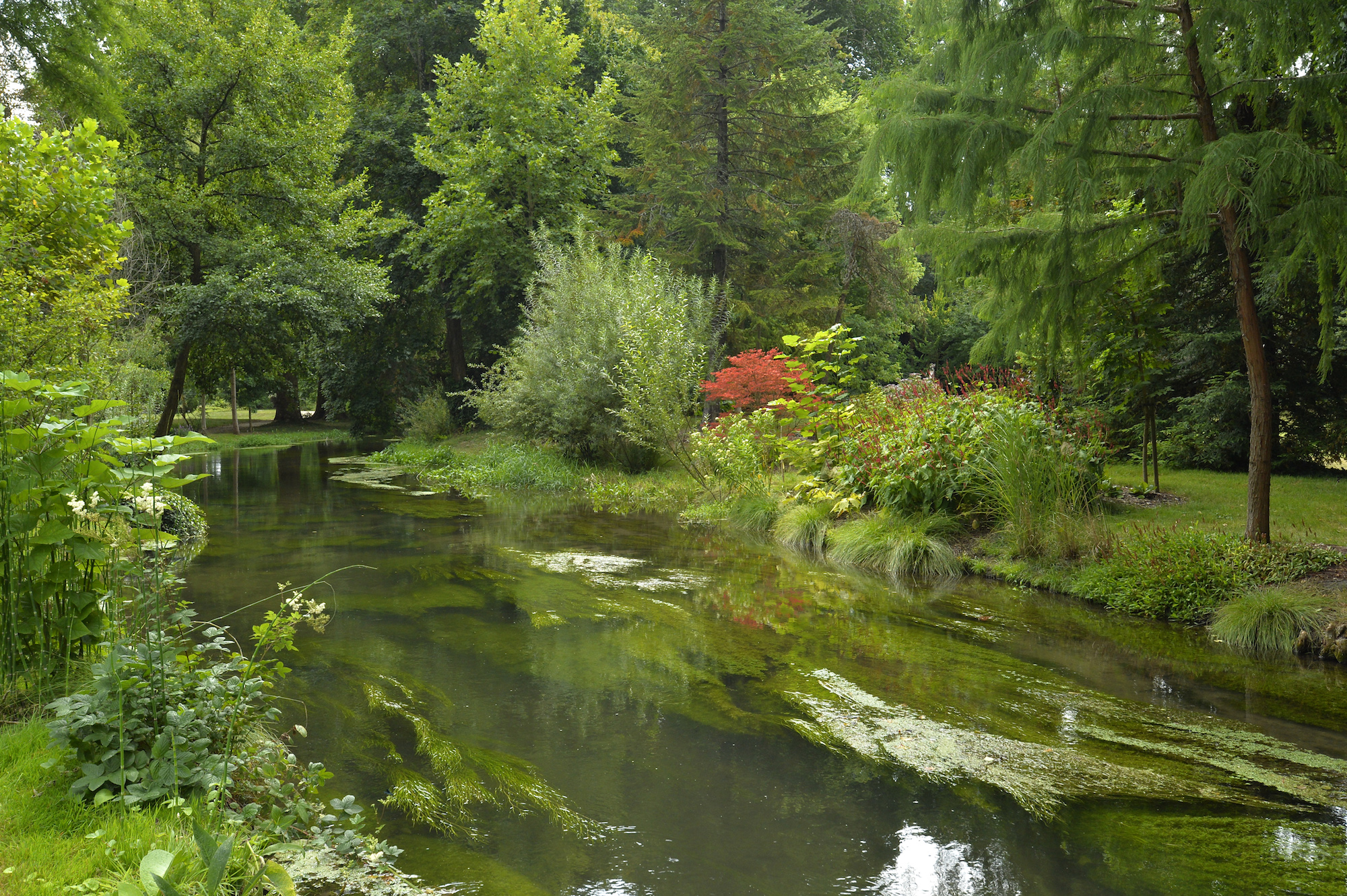
Le parc du château.

Dessiné vers 1820, le parc paysager a été conçu pour mettre en valeur le château et le site. L'alternance des pelouses, des bosquets d'arbustes à fleurs, de rhododendrons et des plans d'eau constitue un paysage harmonieux. Elle permet de retrouver la perspective historique de la vallée d'Eure — destinée à l'origine à surveiller la rivière — et de deviner la vallée de l'Iton. Les plantations d'arbres ont été particulièrement heureuses. Dans ce site, chaleur et eau se conjuguent pour permettre un développement inhabituel des différentes espèces : les platanes de différents cultivars atteignent ici 46 mètres de hauteur, les sophoras du Japon plantés à la même époque que celui du jardin des plantes de Paris sont particulièrement remarquables ainsi que les hêtres pourpres, les pins laricio, les séquoias, les cyprès chauves, les tilleuls des bois, les marronniers…
La diversité des essences est assurée lors des plantations : cèdres du Liban, de l'Atlas ou de l'Himalaya, tulipiers de Virginie, féviers d'Amérique, pins parasols, mûriers, micocouliers, arbousiers ou arbres aux fraises…

## Protection
Au titre des monuments historiques :
- le château, à l'exception des parties classées, est inscrit par arrêté du 17 avril 1926 ;
- les façades et toitures du château sont classées par arrêté du 17 septembre 1946 ;
- les façades et toitures des communs sont inscrites par arrêté du 6 août 1951 ;
- l'ensemble du domaine (bâti et non bâti), y compris le réseau hydraulique, à savoir : le parc en totalité, sols et plantations, y compris les murs et portails, canaux, rivière, ponts et vannages et l'enclos du cimetière, ainsi que les terres et prairies jouxtant le château au sud et à l'ouest ; les façades et toitures du commun nord et de la ferme du château ; le bâtiment de l'orangerie, en totalité ; le bras canalisé de l'Iton depuis son origine, vannage des Portelles au lieu-dit les Planches, jusqu'au pont situé dans l'axe de l'avenue de l'église sont inscrits par arrêté du 20 août 1993.

Le parc et les jardins sont labellisés Jardin remarquable.